# Rookwood Pottery Company

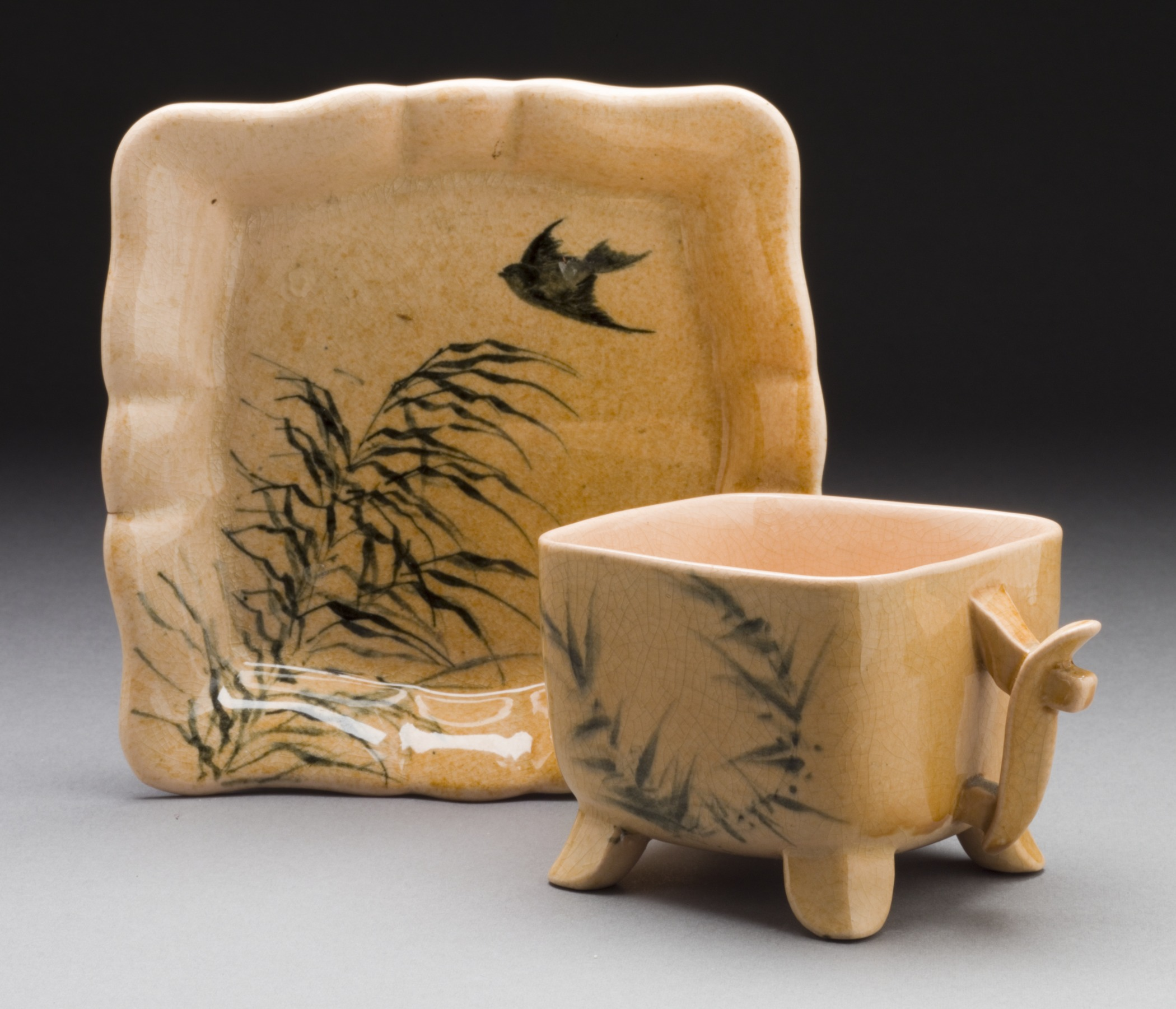
Japonismo en 1884

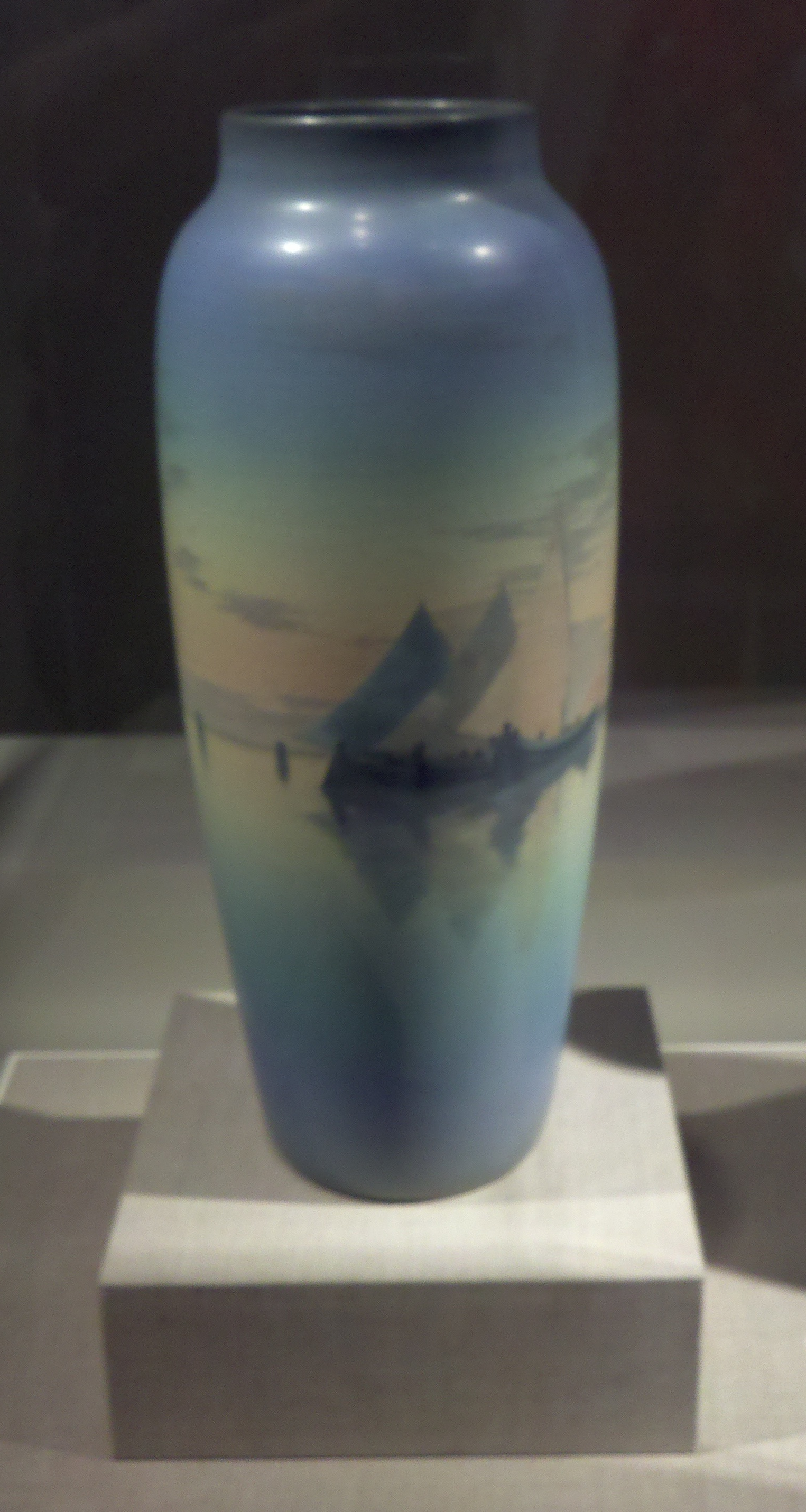
Un jarrón Rookwood. Exposición en el Museo DeYoung de San Francisco.

Rookwood Pottery Company es una empresa de cerámica estadounidense que se fundó en 1880 y cerró en 1967, para reabrirse posteriormente en 2004. Inicialmente estaba ubicada en el barrio Over-the-Rhine de Cincinnati, donde se volvió a instaurar tras su reinauguración. Durante la época de mayor apogeo, desde aproximadamente 1890 hasta el Crac de 1929, fue una importante fábrica, principalmente de cerámica artística estadounidense decorativa elaborada en varios estilos y tipos de piezas de moda.

## Historia

### Inicios
Maria Longworth Nichols Storer, hija del adinerado Joseph Longworth, fundó Rookwood Pottery en 1880 después de inspirarse en lo que vio en la Exposición Universal de Filadelfia de 1876, incluida la Cerámica y porcelana japonesa y francesa. El primer taller de cerámica Rookwood estuvo ubicado rehabilitada de Eastern Avenue que había sido adquirida por el padre de Longworth en una subasta judicial en marzo de 1880. Le puso el nombre de Rookwood, por la finca de su padre situada cerca de la ciudad, en Walnut Hills. Las primeras piezas salieron del horno el Día de Acción de Gracias de ese año. Tras años de experimentación con vidriados y temperaturas de cocción, las piezas de Rookwood se convirtieron en una cerámica popular, diseñada para ser decorativa y útil.
Rookwood destacó por contar en su plantilla con gran número de mujeres. Emily Faithfull mencionó en Tres visitas a América que «quizás no haya institución de este tipo tan exitosa como la famosa alfarería Rockwood [sic], dirigida por la Sra. Nichols», y afirmó «que los perfumes fabricados por Young, Ladd & Coffin se envasan en delicados frascos, algunos de los que más admiré son las «jarras de Limoges» fabricadas por las trabajadoras de la famosa fábrica cerámica Rockwood [sic] de Cincinnati, que está bajo el control de una dama muy inteligente, hija del rico viticultor Sr. Longworth. Algunas de las placas, cuencos y jarrones producidos en esta alfarería han recibido merecidamente el reconocimiento de los mejores conocedores de arte.
Clara Chipman Newton fue archivera y asistente principal, además de decoradora de porcelana, durante la primera década de la alfarería; compartía con Storer la responsabilidad de supervisar la decoración y el vidriado. La artista Laura Anne Fry trabajó en Rookwood como decoradora y profesora entre 1881 y 1888.
El segundo edificio de Rookwood Pottery, en la cima del monte Adams, fue construido entre 1891 y 1892 por H. Neill Wilson, hijo del destacado arquitecto de Cincinnati, James Keys Wilson .
Uno de los primeros decoradores fue E.T. Hurley, quien se unió a Rookwood en 1896 y trabajó allí durante más de 50 años. Fue alumno de Frank Duveneck en la Academia de Arte de Cincinnati. Hurley se especializó en pintar paisajes y escenas de la naturaleza y ganó una medalla de oro en la Feria Mundial de San Luis de 1904 por su trabajo en cerámica.

### Artículos
Los primeros productos de la fábrica fueron trabajados en relieve sobre arcilla coloreada, en rojo, rosa, gris y verde salvia. Algunos eran dorados o tenían dibujos estampados, y otros estaban tallados.  A menudo, estos eran pintados o decorados de alguna otra manera por el comprador de la "pieza bizcochada" (pieza sin terminar), sería considerado un precursor del movimiento "hazlo tú mismo". Sin embargo, estas piezas decoradas personalmente no suelen considerarse Rookwood a efectos de venta o valoración.[cita requerida]
Después de este período, Longworth buscó un aspecto uniforme para Rookwood y desarrolló el «vidriado estándar», un vidriado transparente de color amarillo y alto brillo que se utilizaba a menudo sobre motivos de hojas o flores. Una serie de retratos, generalmente de indígenas americanos o de figuras históricas, se fabricaron con el vidriado. Una variante del Standard Glaze era el menos común pero muy cotizado «ojo de tigre», que sólo se aplicaba sobre una base de arcilla roja. El ojo de tigre produce un brillo dorado en lo más profundo de la capa; sin embargo, los resultados de este vidriado eran impredecibles.[cita requerida]
Rookwood también produjo cerámica de tendencia japonista, después de que Longworth invitara al artista japonés Kitaro Shirayamadani a trasladarse a Cincinnati en 1887 para trabajar en la compañía. Davis Collamore & Co., un importador de porcelana y vidrio de la ciudad de Nueva York, fue el representante de Rookwood en la Exposición Universal de París de 1889.
En 1894, Rookwood introdujo tres nuevos vidriados: "Iris", un esmalte transparente e incoloro; "Sea Green", que era transparente con una tonalidad verde; y "Aerial Blue", que era transparente con una tonalidad azul. El último se produjo durante solo un año, mientras que los dos anteriores se utilizaron durante más de una década.
Con el creciente interés por el movimiento American Craftsman, se precisaba un vidriado mate que pudiera utilizarse en la decoración bajo cubierta (en gran parte floral y paisajística). Rookwood introdujo el esmalte «Vellum» en 1904, que mostraba una superficie mate a través de la cual podía verse la decoración ligeramente velada que había debajo. Sara Sax, artista de Rookwood, experimentó con él y la elaboración de relieves tallados.
Una de las últimas líneas de vidriados de Rookwood fue «Ombroso», que no se utilizó hasta después de 1910. Ombroso, utilizado en piezas con incisiones o cortes, es un vidriado marrón o negro mate.
En 1902, Rookwood comenzó a producir cerámica aplicada a la arquitectura. Bajo la dirección de William Watts Taylor, esta nueva línea de producción fue rápidamente aclamada a nivel nacional e internacional. Muchas de estas piezas planas se utilizaron para decorar chimeneas en hogares de Cincinnati y alrededores, mientras que las obras hechas a medida se instalaron en grandes casas, hoteles y espacios públicos. Los azulejos originales instalados por Rookwood se pueden ver en Carew Tower, Union Terminal y Dixie Terminal en Cincinnati, así como en la Sala Rathskeller del Seelbach Hotel en Louisville. En la ciudad de Nueva York, el Hotel Vanderbilt, la estación de ferrocarril Grand Central Terminal, Lord & Taylor y varias paradas de metro cuentan con azulejos de Rookwood. Una de las instalaciones de azulejos de Rookwood más importantes del país está expuesta en la sucursal Carnegie West de la Biblioteca Pública de Cleveland y representa la Catedral de Durham.

La década de 1920 fue muy próspera para Rookwood. La fábrica empleaba a unos 200 trabajadores, entre ellos la escultora Louise Abel y el futuro escultor Erwin Frey, y recibía casi 5.000 visitantes cada año.

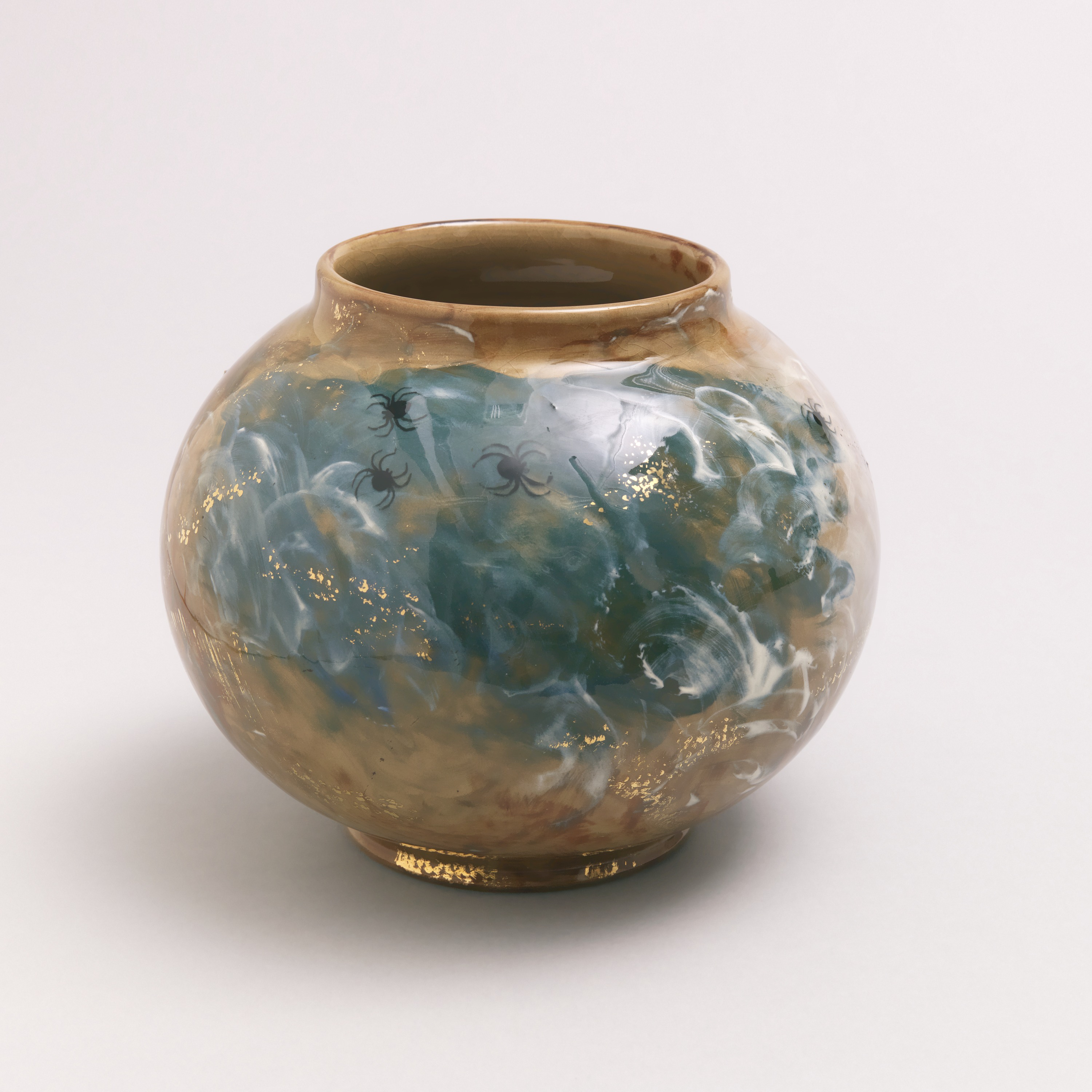
Jarrón con murciélago y arañas, 1882
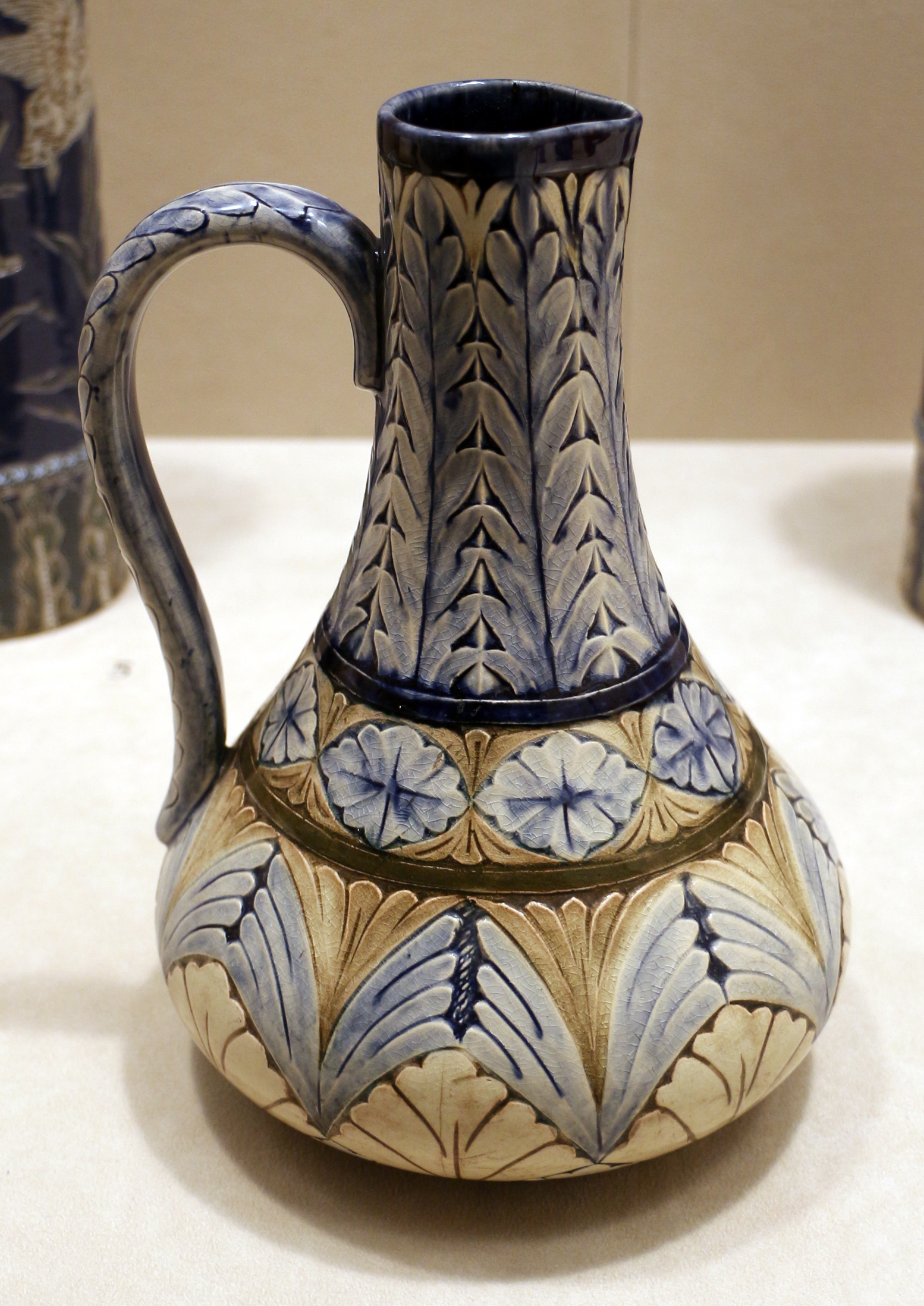
Jarra de Abby Hyde Allen para Rookwood, 1883
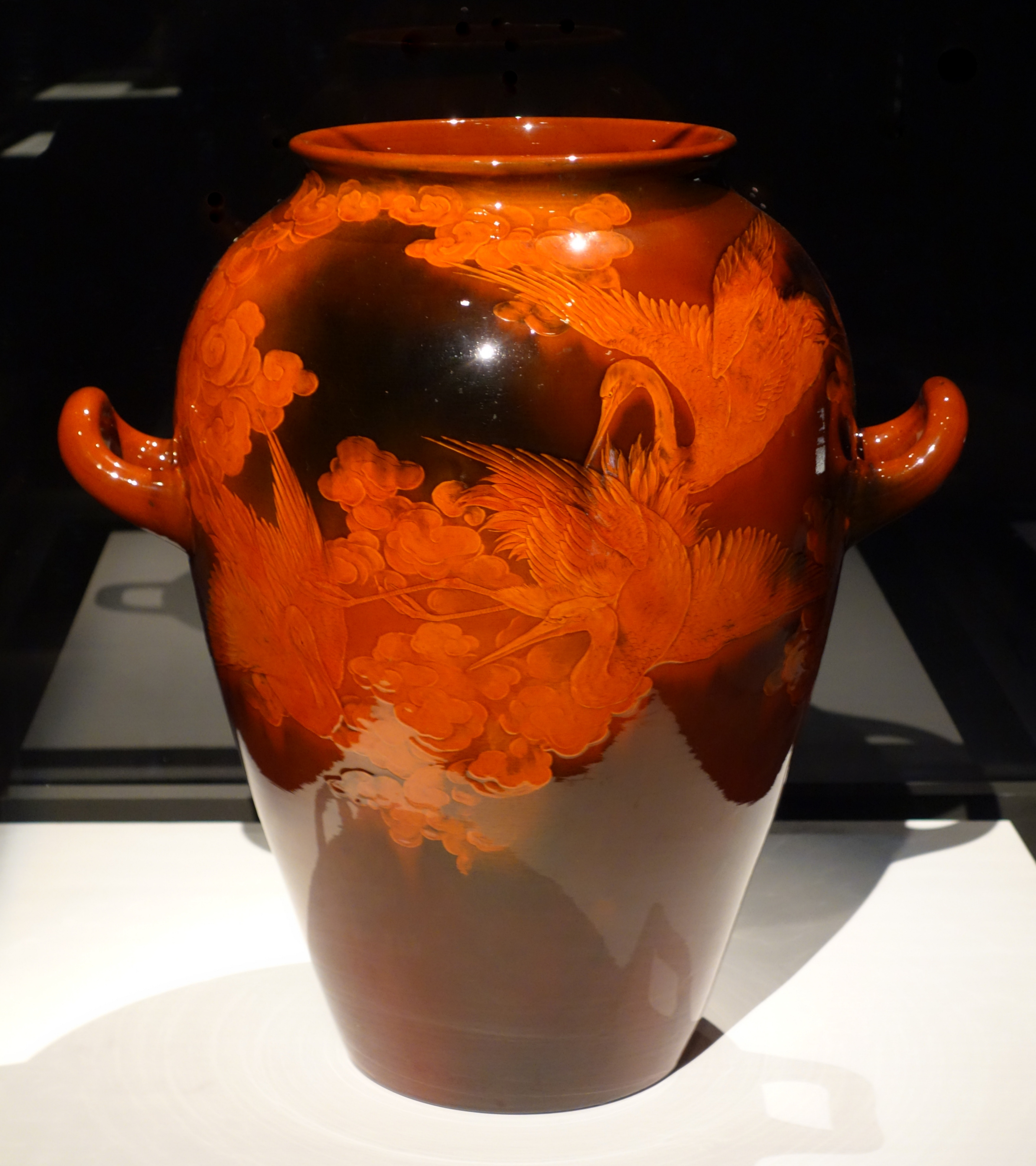
Jarrón de Albert Robert Valentien, 1893, loza con línea de esmalte caoba
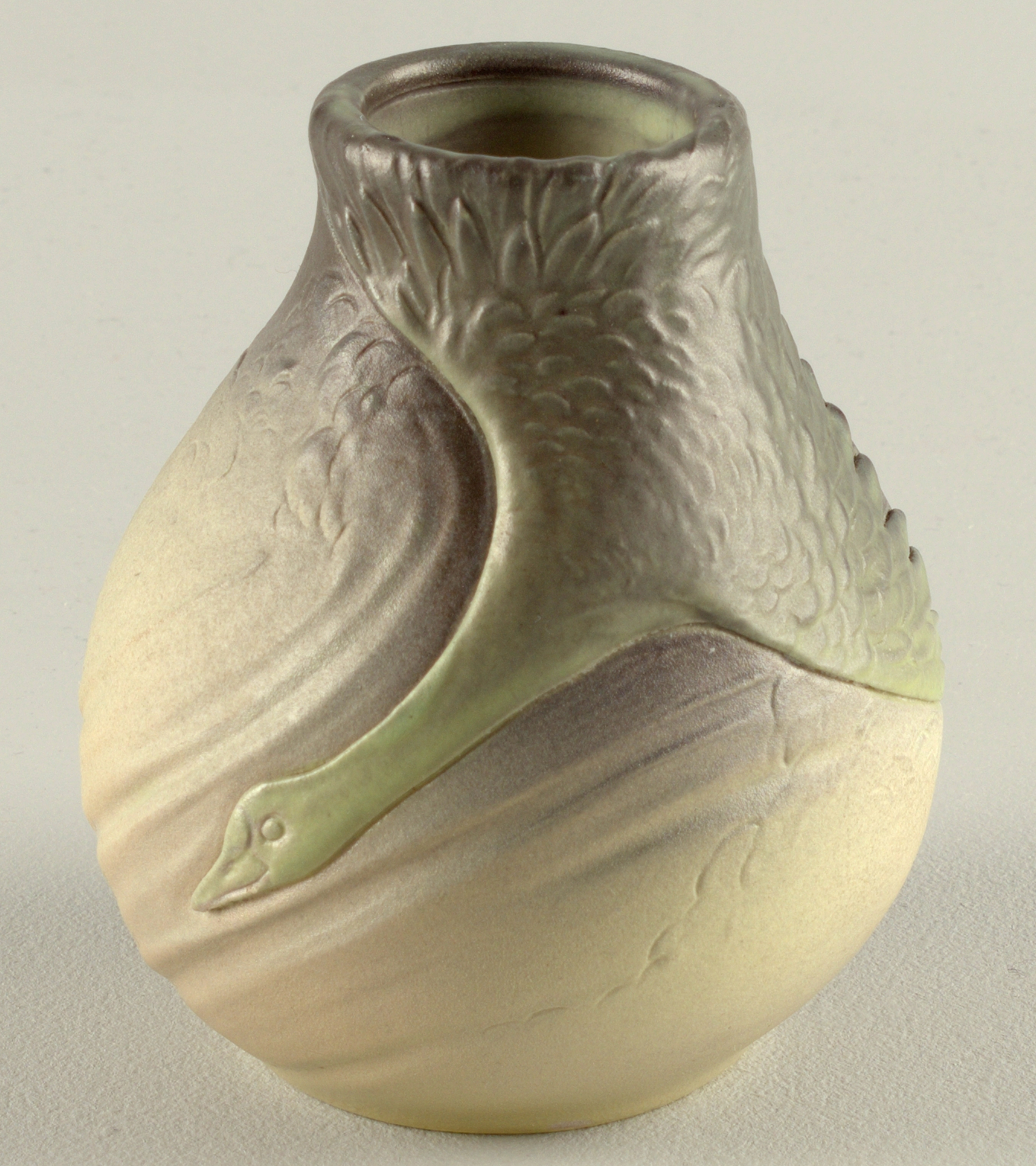
Jarrón de Kataro Shirayamadani, 1901
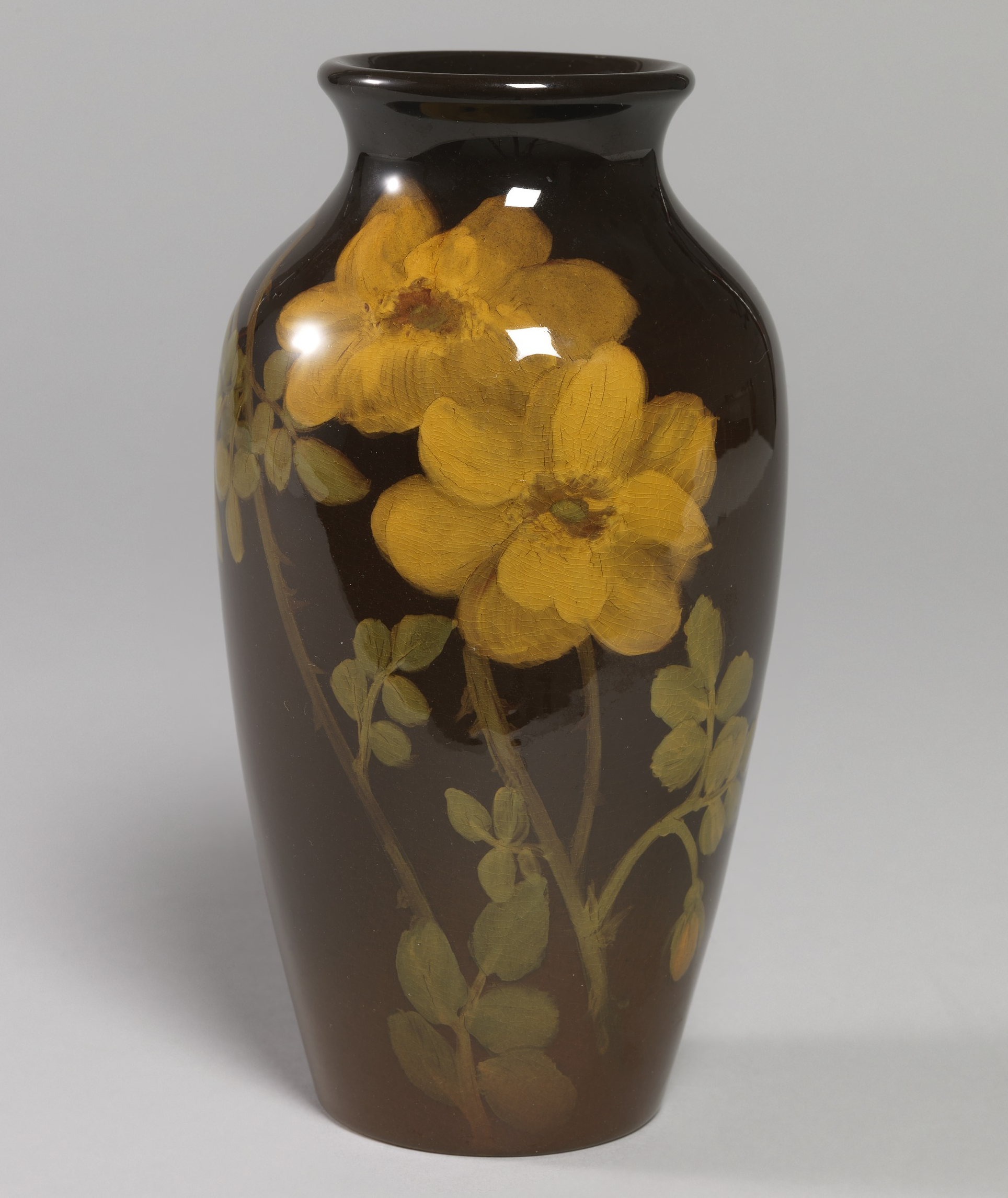
Jarrón, 1902
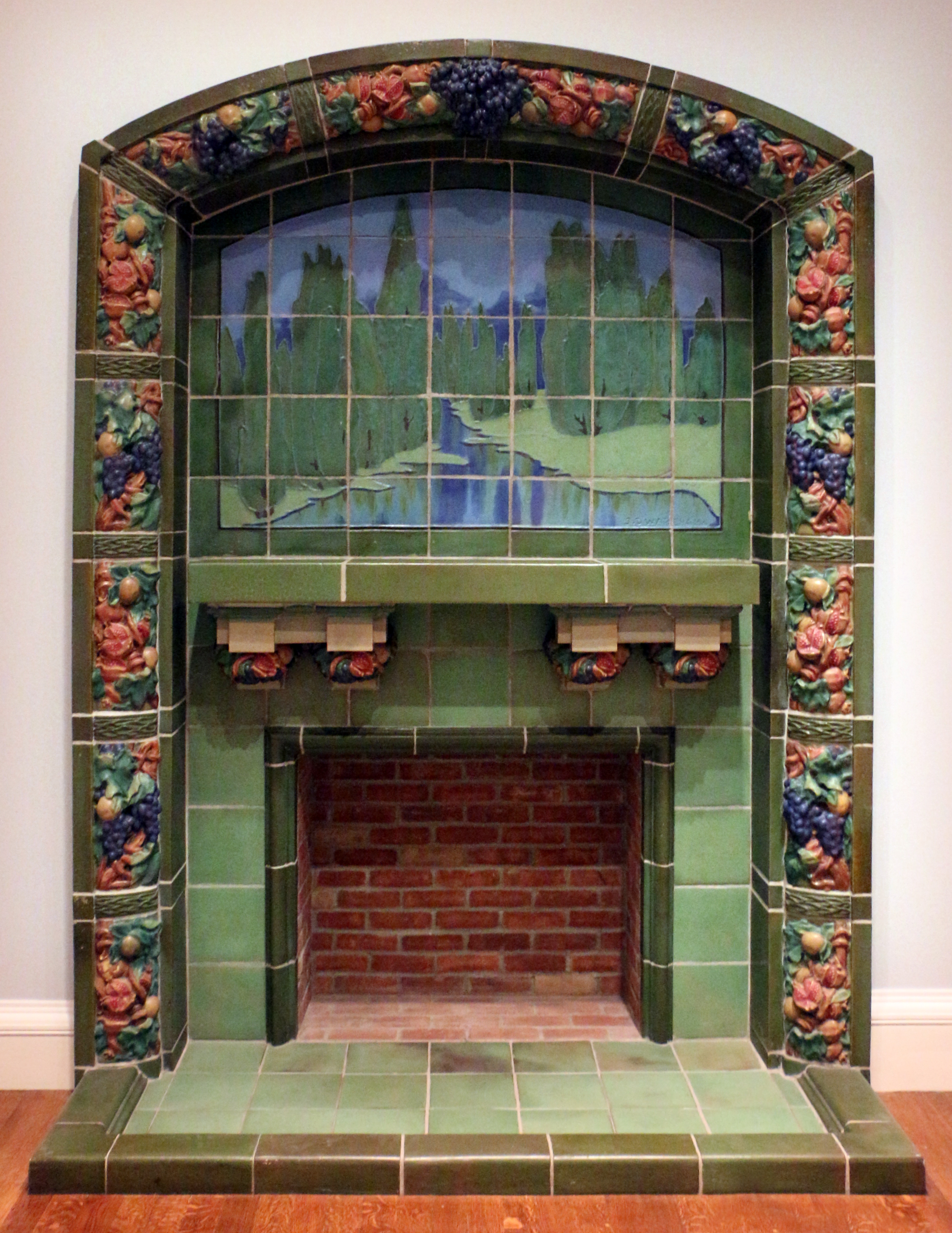
Chimenea de John D. Wareham, 1903
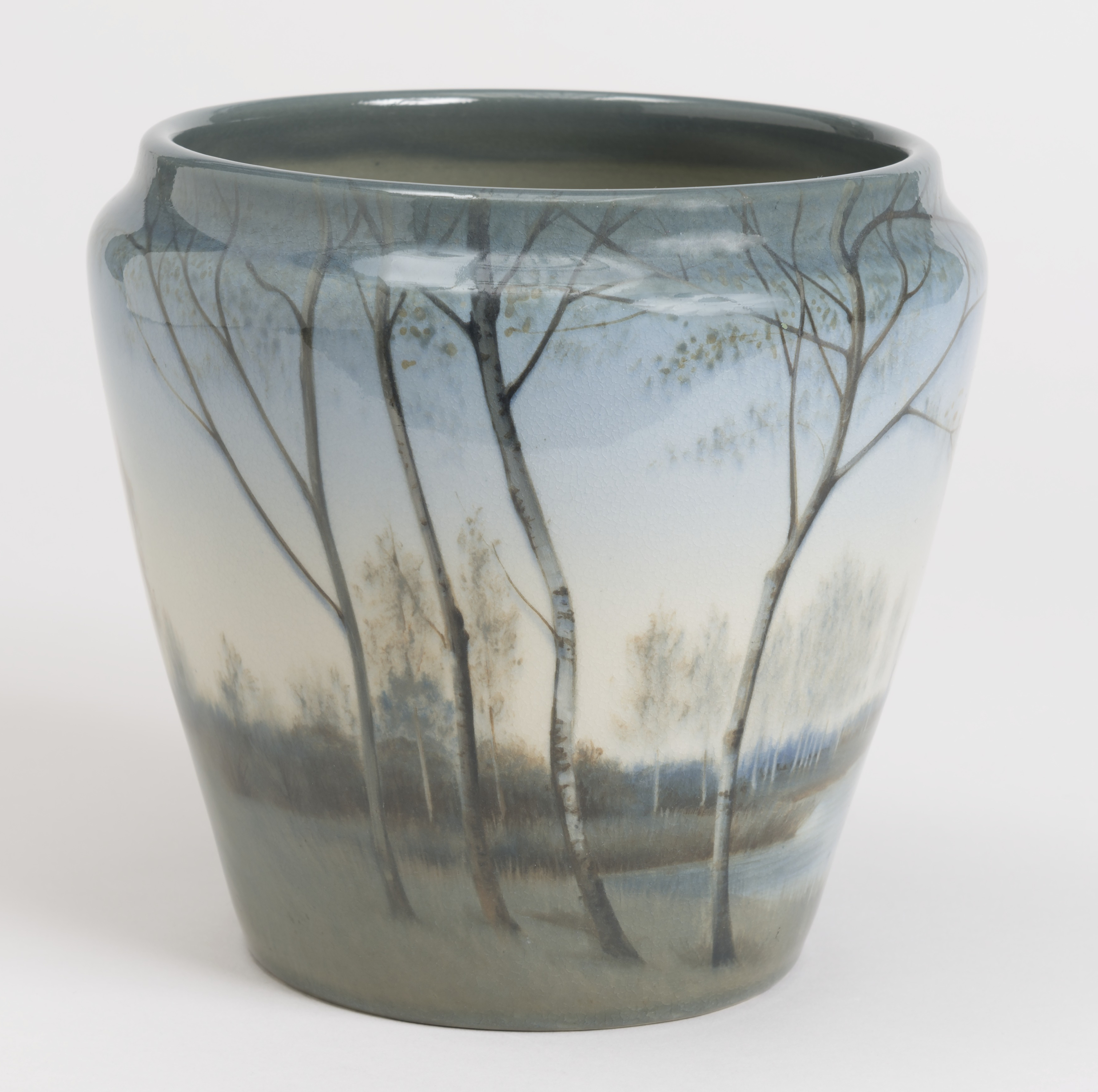
Jarrón, forma n.° 2000, 1912
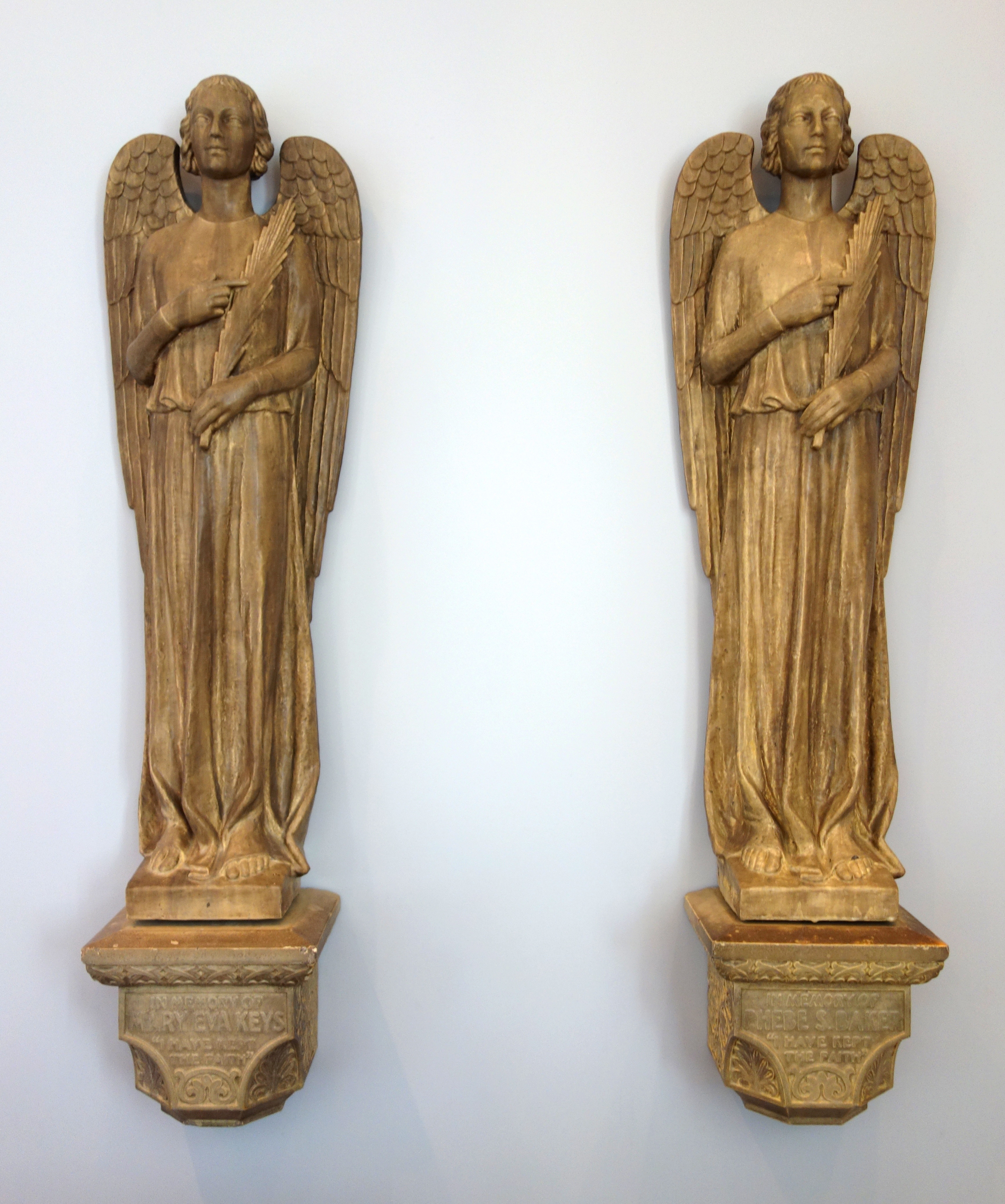
Ángeles de Louise Abel, c. 1920, loza arquitectónica
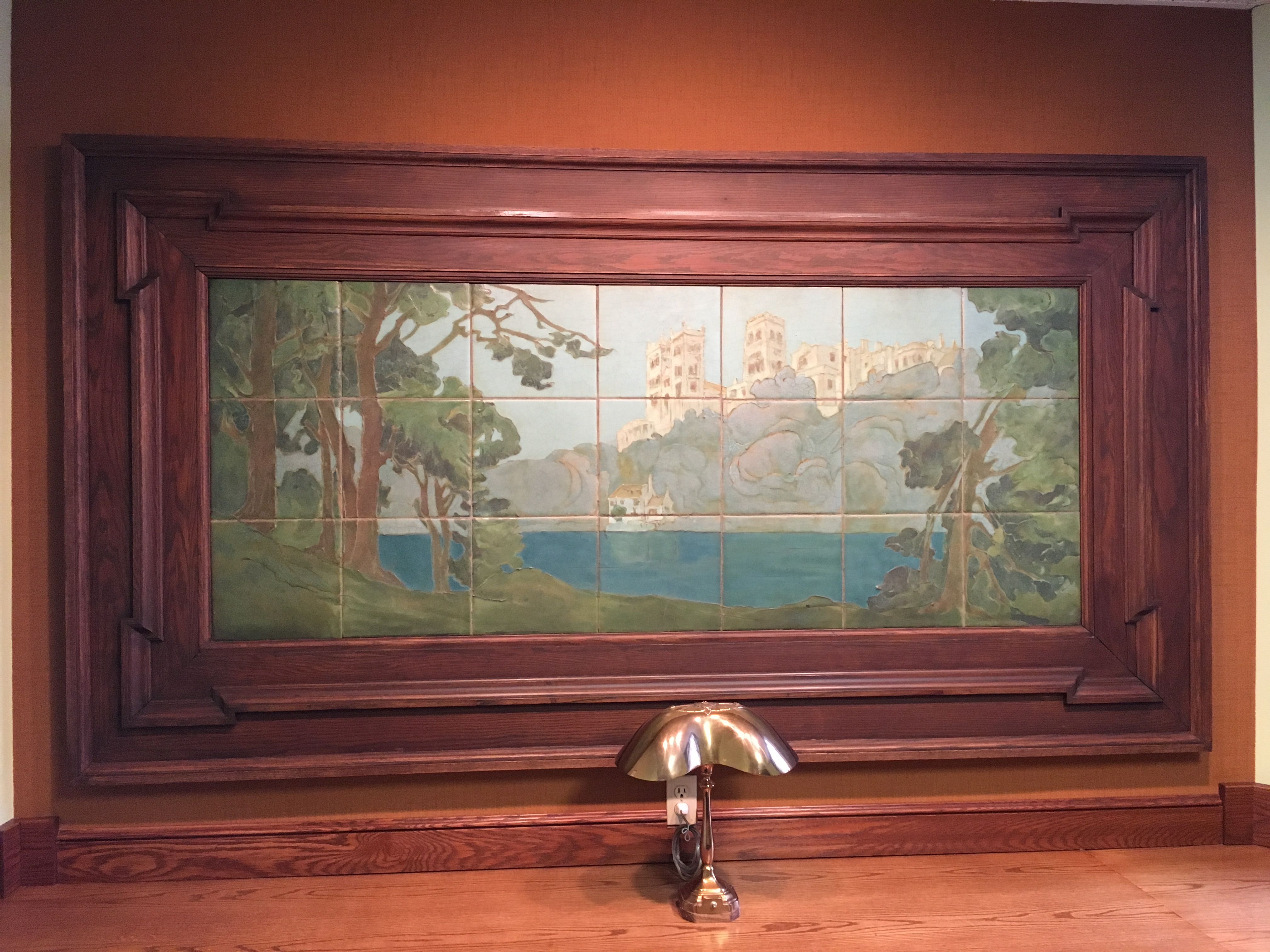
Panel de azulejos de Rookwood de la Catedral de Durham
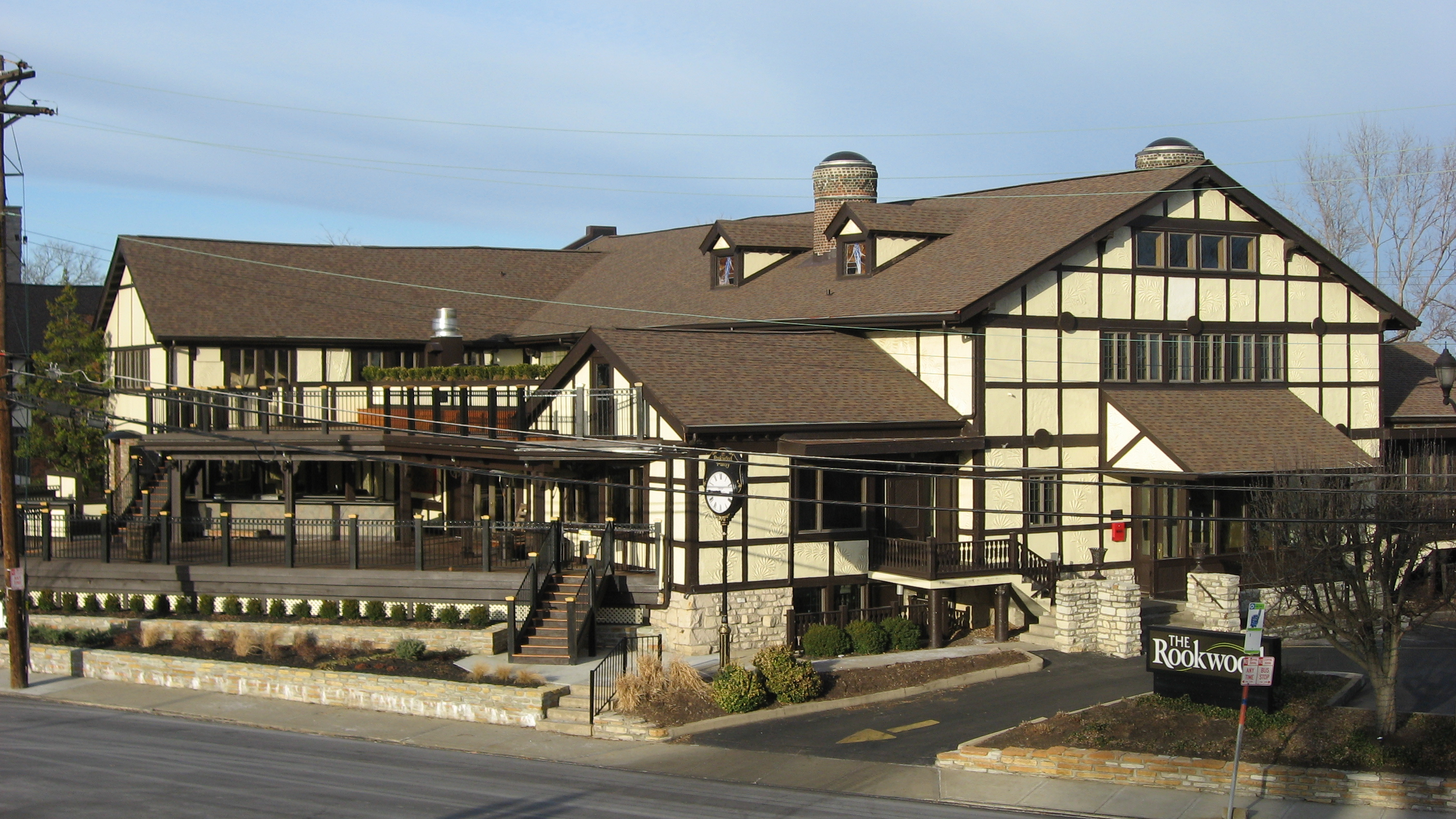
Los edificios originales en 2011, vistos desde el Monasterio de la Santa Cruz

### Declive

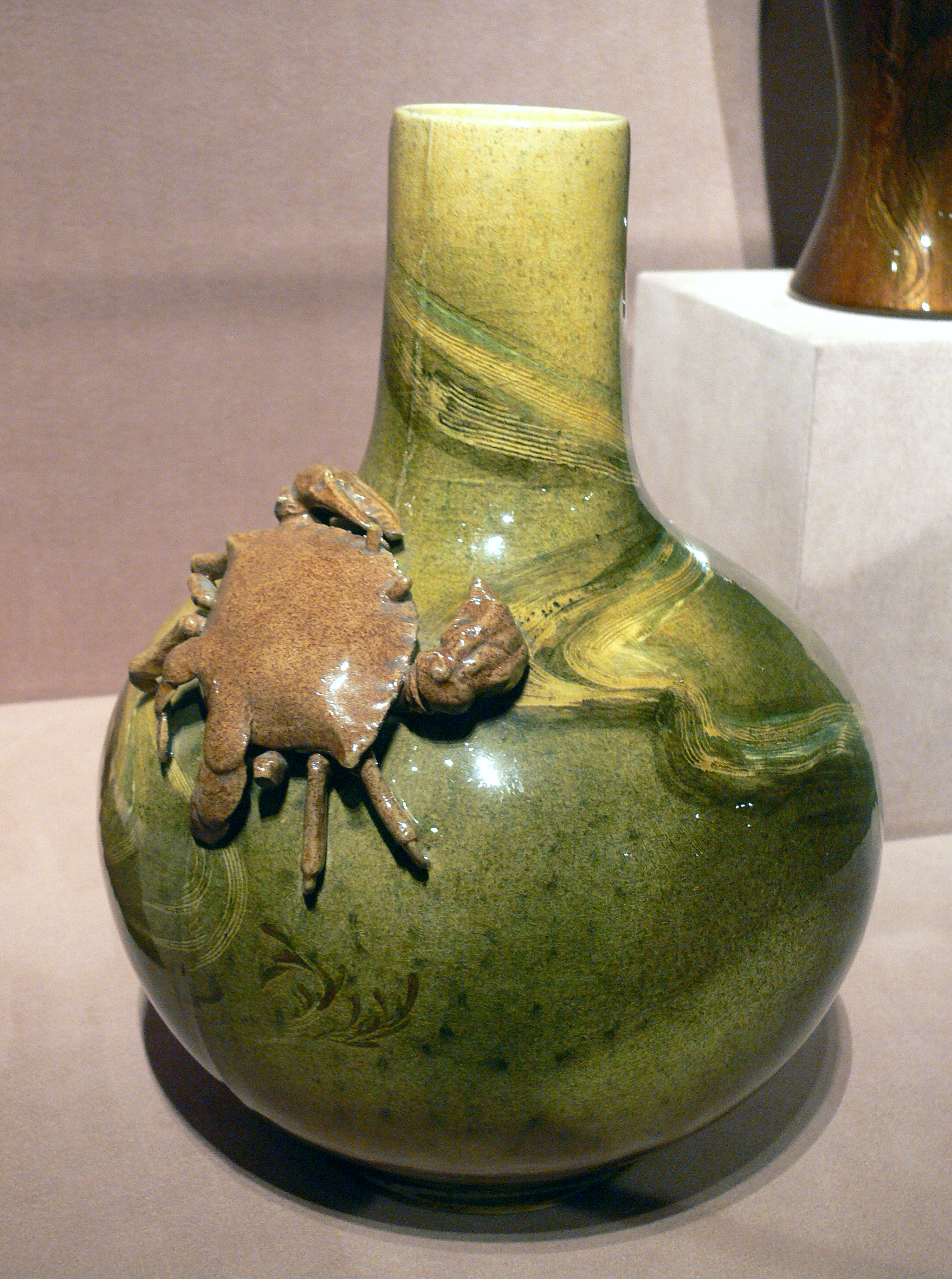
Jarrón Rookwood

La empresa se vio duramente afectada por la Gran Depresión. La cerámica artística pasó a un segundo plano y los arquitectos ya no podían permitirse los revestimientos y los alicatados de Rookwood. En 1934, Rookwood registró sus primeras pérdidas, y en 1936 la empresa funcionaba una media de sólo una semana al mes. Varios empleados, sobre todo Harold Bopp, William Hentschel y David Seyler, abandonaron la empresa y fundaron Kenton Hills Porcelains en Erlanger. El 17 de abril de 1941, Rookwood se declaró en quiebra. En estos tiempos difíciles, la propiedad de la empresa cambió de manos, pero los artistas de Rookwood permanecieron.
En 1959, Rookwood fue comprada por la Herschede Clock Company y la producción se trasladó a Starkville. Incapaz de recuperarse de las pérdidas sufridas durante la Gran Depresión, la producción cesó en 1967.

## Resurgimiento
En 1982, Rookwood estaba en negociaciones para ser traspasada a empresas extranjeras. Arthur Townley, dentista de Michigan y coleccionista de cerámica artística, utilizó los ahorros de toda su vida para hacerse con todos los activos remanentes de Rookwood. Durante su periodo como propietario de Rookwood, Townley produjo pequeñas cantidades de piezas para mantener las marcas originales. Townley rechazó ofertas para vender Rookwood durante más de dos décadas, pero finalmente colaboró con los inversores de Cincinnati Christopher & Patrick Rose en 2004 para trasladar la empresa de nuevo a Cincinnati. En julio de 2006, después de aproximadamente un año de negociaciones, la Rookwood Pottery Company firmó un contrato para adquirir todos los activos restantes de la Rookwood Pottery original de Townley. Estos activos incluían, entre otras cosas, las marcas registradas, más de 2.000 moldes originales y cientos de recetas de vidriados utilizadas por la Rookwood Pottery Company original.
En 2011, Martin Wade y Marilyn Scripps adquirieron la propiedad exclusiva de la empresa. Desarrolla su actividad desde un taller de producción en el histórico barrio Over-the-Rhine de Cincinnati. La empresa invirtió en nuevos hornos y equipos y contrató nuevo personal. Rookwood Pottery también trabaja con muchas instituciones importantes para crear premios y piezas conmemorativas. El artista de cerámica de Rookwood, Roy Robinson, por ejemplo, diseñó la Copa Rookwood de la cancha central para el ATP World Tour (Asociación de Tenistas Profesionales).
En 2012, el histórico edificio Monroe de Chicago completó la restauración de sus elementos arquitectónicos originales incluyendo el reacondicionamiento y reemplazo de miles de azulejos originales de Rookwood Pottery. En 2013, se instaló en el Centro de Artes Contemporáneas Rosenthal de Cincinnati una chimenea creada por Rookwood Pottery, en colaboración con artistas de la Universidad de Cincinnati. Al describir la colaboración, la copropietaria Marilyn Scripps dijo: “Nuestro objetivo al trabajar con estos tres talentosos artistas es reposicionar a Rookwood Pottery a lo que era originalmente: una empresa con visión de futuro, dispuesta a asumir riesgos y a la vanguardia de la industria, al afiliarnos con artistas con ideas afines”. Ese mismo año, Rookwood Pottery apareció en el Martha Stewart Living Blog y en el programa How It's Made del Science Channel.
En 2015, la empresa colaboró con el artista Kevin Auzenne, radicado en Cincinnati, para crear mosaicos conmemorativos con temática de béisbol. En 2017, Rookwood Pottery Company y el Jardín botánico y zoo de Cincinnati se unieron para crear un accesorio decorativo de Fiona, dedicado a una hipopótamo prematura.
En el Museo de Arte de Cincinnati hay una galería dedicada a la cerámica Rookwood, y las obras maestras de Rookwood se exhiben en el Museo del Movimiento de Artes y Oficios Estadounidenses en San Petersburgo.